# Protestantská církev svaté Korony

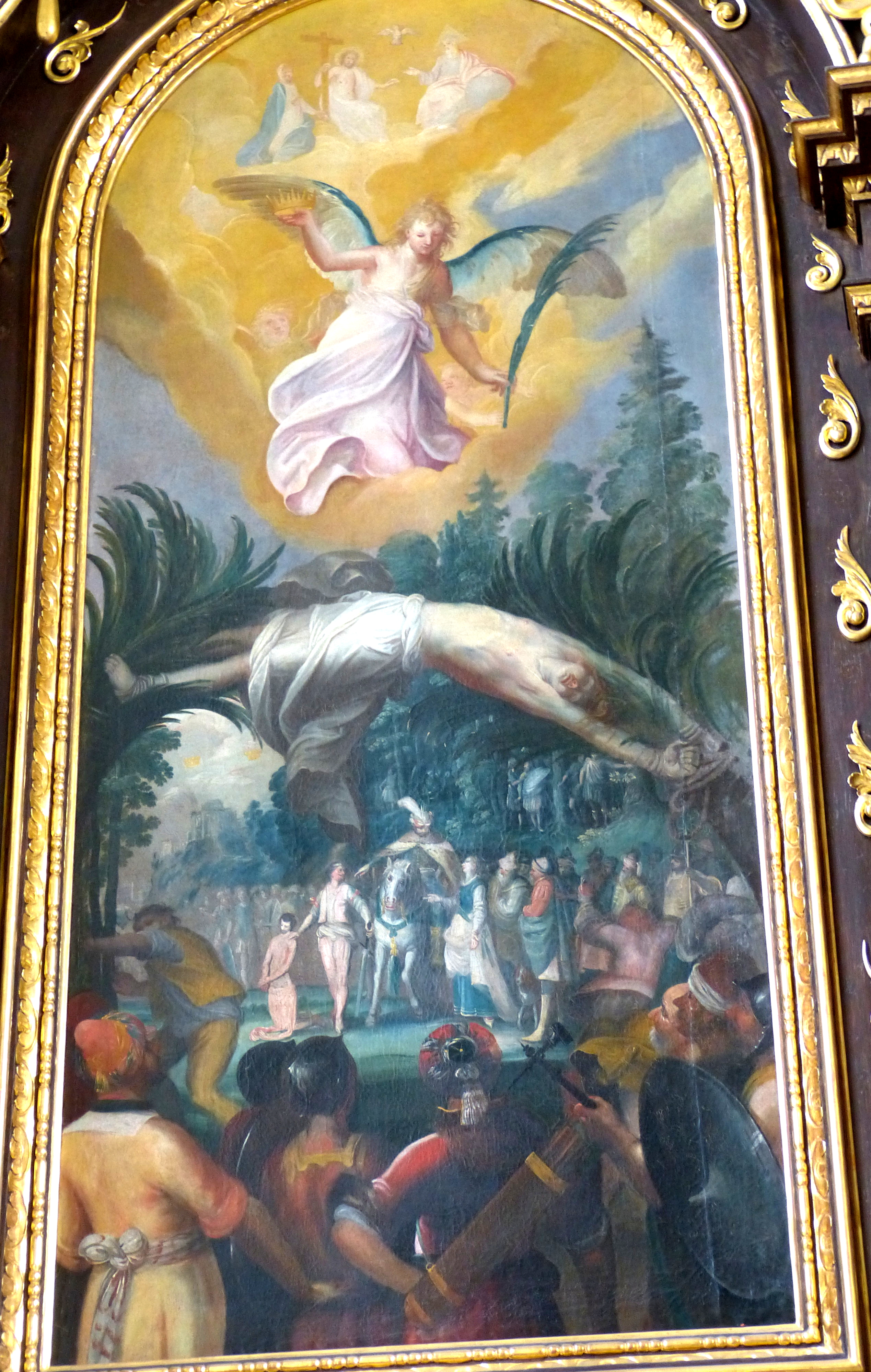
Mučednictví svaté Korony

Protestantská církev Svaté korony je české nové náboženské hnutí založené roku 2021 v reakci na pandemii covidu-19. Zamítavé stanovisko bylo vydáno roku 2022 a od té doby není zpráv o dalším řízení.
Církev podala návrh na registraci 22. prosince 2021. Iniciátorem je advokát Norbert Naxera, který vystupuje jako odpůrce protiepidemických nařízení a obhájce občanů, kteří se dostali kvůli opatřením do střetu se zákonem.

## Pojmenování
Svůj název církev odvozuje od svaté Korony, kterou označuje za patronku pandemií. 

## Věrouka
Její teologie, formulovaná v základních dokumentech, se jeví jako protestantská, s výrazným odmítnutím současných představitelů katolické církve, nikoli však jí samotné. Další články nejsou přímo věroučné, ale spíše ideově zaměřené proti situaci kolem pandemie covidu-19 trvající od roku 2020, vystupují proti povinnému očkování atd.
Některé články základních dokumentů mohou být sporné nebo v rozporu se současnými českými právními předpisy.
Roku 2023 upozornil Náboženský infoservis na aktivity tohoto společenství. Norbert Naxera na svém YouTube kanále uveřejňuje svého druhu kázání se zřetelnými mileniálními rysy.